# Temporada 1954-55 de la NBA
La temporada 1954-55 de la NBA fue la 9.ª en la historia de la liga. La temporada finalizó con Syracuse Nationals como campeones tras ganar a Fort Wayne Pistons por 4–3. 

## Aspectos destacados
- En respuesta al lento ritmo de los partidos, la NBA introdujo el reloj de posesión de 24 segundos.
- Baltimore Bullets cesó sus operaciones tras 14 partidos disputados. Sería la última franquicia de la NBA en desaparecer.
- El All-Star Game de la NBA de 1955 tuvo lugar en Nueva York, con victoria del Este sobre el Oeste por 100–91. Bill Sharman, de Boston Celtics, fue el MVP del partido.
- La NBC comenzó a televisar partidos de la NBA. Continuó en ello hasta la temporada 1962-63, cuando la ABC se hizo cargo de los derechos. La NBC volvería a retransmitir de nuevo en 1990.

## Clasificaciones
| Equipo                | V  | D  | %V   | P  |
| --------------------- | -- | -- | ---- | -- |
| Syracuse Nationals C  | 43 | 29 | .597 | -  |
| New York Knicks       | 38 | 34 | .528 | 5  |
| Boston Celtics        | 36 | 36 | .500 | 7  |
| Philadelphia Warriors | 33 | 39 | .458 | 10 |
| Baltimore Bullets     | 3  | 11 | .214 | 11 |

| Equipo             | V  | D  | %V   | P  |
| ------------------ | -- | -- | ---- | -- |
| Fort Wayne Pistons | 43 | 29 | .597 | -  |
| Minneapolis Lakers | 40 | 32 | .556 | 3  |
| Rochester Royals   | 29 | 43 | .403 | 14 |
| Milwaukee Hawks    | 26 | 46 | .361 | 17 |

* V: Victorias
* D: Derrotas
* %V: Porcentaje de victorias
* P: Partidos de diferencia respecto a la primera posición
* C: Campeón

## Playoffs
|  | Primera Ronda     | Primera Ronda | Primera Ronda |             |   | Finales de Conferencia | Finales de Conferencia | Finales de Conferencia |  |    | Finales NBA | Finales NBA | Finales NBA |  |
|  |                   |               |               |             |   |                        |                        |                        |  |    |             |             |             |  |
|  |                   |               |               |             |   |                        |                        |                        |  |    |             |             |             |  |
|  |                   |               |               |             |   |                        |                        |                        |  |    |             |             |             |  |
|  |                   |               |               |             |   |                        |                        |                        |  |    |             |             |             |  |
|  |                   |               |               |             |   |                        |                        |                        |  |    |             |             |             |  |
|  |                   | 1             | Fort Wayne    | 3           |   |                        |                        |                        |  |    |             |             |             |  |
|  | Conferencia Oeste | 1             | Fort Wayne    | 3           |   |                        |                        |                        |  |    |             |             |             |  |
|  |                   |               | 2             | Minneapolis | 1 |                        |                        |                        |  |    |             |             |             |  |
|  | 3                 | Rochester     | 2             | Minneapolis | 1 | 1                      |                        |                        |  |    |             |             |             |  |
|  | 3                 | Rochester     |               |             |   |                        |                        |                        |  |    |             |             |             |  |
|  | 2                 | Minneapolis   | 2             |             |   |                        |                        |                        |  |    |             |             |             |  |
|  | 2                 | Minneapolis   | 2             |             |   |                        |                        |                        |  | O1 | Fort Wayne  | 3           |             |  |
|  |                   |               |               |             |   |                        |                        |                        |  | O1 | Fort Wayne  | 3           |             |  |
|  |                   |               | E1            | Syracuse    | 4 |                        |                        |                        |  |    |             |             |             |  |
|  |                   |               | E1            | Syracuse    | 4 |                        |                        |                        |  |    |             |             |             |  |
|  |                   |               |               |             |   |                        |                        |                        |  |    |             |             |             |  |
|  |                   |               |               |             |   |                        |                        |                        |  |    |             |             |             |  |
|  |                   | 1             | Syracuse      | 3           |   |                        |                        |                        |  |    |             |             |             |  |
|  | Conferencia Este  | 1             | Syracuse      | 3           |   |                        |                        |                        |  |    |             |             |             |  |
|  |                   |               | 3             | Boston      | 1 |                        |                        |                        |  |    |             |             |             |  |
|  | 3                 | Boston        | 3             | Boston      | 1 | 2                      |                        |                        |  |    |             |             |             |  |
|  | 3                 | Boston        |               |             |   |                        |                        |                        |  |    |             |             |             |  |
|  | 2                 | New York      | 1             |             |   |                        |                        |                        |  |    |             |             |             |  |
|  | 2                 | New York      | 1             |             |   |                        |                        |                        |  |    |             |             |             |  |
|  |                   |               |               |             |   |                        |                        |                        |  |    |             |             |             |  |

## Estadísticas
| Categoría                    | Jugador       | Equipo                | Estadísticas |
| ---------------------------- | ------------- | --------------------- | ------------ |
| Puntos por partido           | Neil Johnston | Philadelphia Warriors | 22.7         |
| Rebotes por partido          | Neil Johnston | Philadelphia Warriors | 15.1         |
| Asistencias por partido      | Bob Cousy     | Boston Celtics        | 7.9          |
| Porcentaje de tiros de campo | Larry Foust   | Fort Wayne Pistons    | 48.7         |
| Porcentaje de tiros libres   | Bill Sharman  | Boston Celtics        | 89.7         |

## Premios
- Rookie del Año
  -  Bob Pettit (Milwaukee Hawks)

| - Mejor Quinteto de la Temporada - Neil Johnston, Philadelphia Warriors - Dolph Schayes, Syracuse Nationals - Bob Cousy, Boston Celtics - Bob Pettit, Milwaukee Hawks - Larry Foust, Fort Wayne Pistons | - 2.º Mejor Quinteto de la Temporada - Vern Mikkelsen, Minneapolis Lakers - Bill Sharman, Boston Celtics - Paul Seymour, Syracuse Nationals - Slater Martin, Minneapolis Lakers - Harry Gallatin, New York Knicks |